# Torridincolídeos
Torridincolídeos (Torridincolidae) é uma pequena família de coleópteros, da subordem Myxophaga.
Têm hábitos aquáticos. Possuem quatro esternitos abdominais visíveis. O comprimento do corpo é menor de 2 mm e as antenas são robustas e claviformes, de 9 segmentos.
Podem ser encontrados no Brasil, África subsariana, Madagáscar e Leste asiático.

## Géneros
Esta família contém os seguintes géneros:
- Claudiella (Reichardt & Vanin, 1976) - Brasil.
- Delevea (Reichardt, 1976) - Sul africano.
- Iapir (Py-Daniel, da Fonseca & Barbosa, 1993) - Brasil.
- Incoltorrida (Steffan, 1973) - África.
- Satonius (Endrödy-Younga, 1997) - Leste asiático.
- Torridincola (Steffan, 1964) - Sul africano.
- Ytu (Reichardt, 1973) - Brasil.